# Tancítaro
Tancítaro är en ort i Mexiko.   Den ligger i kommunen Tancítaro och delstaten Michoacán de Ocampo, i den södra delen av landet, 300 km väster om huvudstaden Mexico City. Tancítaro ligger 2 090 meter över havet och antalet invånare är 5 298.
Terrängen runt Tancítaro är varierad. Runt Tancítaro är det ganska glesbefolkat, med 42 invånare per kvadratkilometer. I omgivningarna runt Tancítaro växer huvudsakligen savannskog.